# Les Arômes du cœur
Les arômes du cœur (Todas as Flores) est une telenovela brésilienne produite et diffusée entre le 19 octobre 2022 et le 1er juin 2023 sur Globoplay.
En France d'outre-mer, le feuilleton a été remonté en 87 épisodes de 45 minutes et diffusée entre le 4 mars 2024 et le 16 mai 2024 sur le réseau Outre-mer La Première.
La série est mis en ligne depuis le 4 juin 2025 sur la plateforme de streaming TF1+.

## Synopsis
Maíra Valente est une jeune femme malvoyante qui a été élevée par son père, Rivaldo , et a cru toute sa vie que sa mère était morte. Un jour, Maíra arrive à la maison et surprend son père en train de se disputer avec une femme : Zoé, qui s'avère être sa mère. Après une série d'événements, Maíra perd son père et est invitée par Zoé à déménager à Rio de Janeiro. Ce retour soudain est en fait un plan pour que Maíra fasse une greffe de moelle osseuse pour sa sœur, Vanessa , dans son traitement contre la leucémie. 
À Rio de Janeiro, Maira tombe amoureuse de Rafael, un jeune homme riche qui travaille dans le social, sans savoir qu'il est fiancé à sa sœur malade. 
La relation entre Maíra et Vanessa se complique à cause de Rafael qui tombe aussi amoureux de Maíra, et de Pablo, l'amant de Vanessa et partenaire de ses arnaques, qui lui aussi tombe sous son charme.
Zoe et Vanessa vont faire de la vie de Maira un enfer ; car sa mère en réalité travaille dans le trafic d'êtres humains.
En revanche, Maíra va dire adieu à sa personnalité douce et empathique pour laisser place à une personnalité froide et calculatrice. Après une opération réussie qui lui permet de retrouver la vue, la jeune femme décide de se venger de Zoé et Vanessa.

## Distribution

### Rôles principaux
| Acteur/Actrice         | Personnage                                  |
| ---------------------- | ------------------------------------------- |
| Sophie Charlotte       | Maíra da Cruz Valente                       |
| Regina Casé            | Zoé da Cruz                                 |
| Letícia Colin          | Vanessa da Cruz Valente                     |
| Humberto Carrão        | Rafael Martínez Barreto                     |
| Fábio Assunção         | Humberto Barreto                            |
| Caio Castro            | Pablo Xavier Barreto                        |
| Mariana Nunes          | Judite Xavier                               |
| Nicolas Prattes        | Diego da Silva / Edu                        |
| Thalita Carauta        | Mauritânia Carvalho Munhoz                  |
| Cássio Gabus Mendes    | Luís Felipe Martínez                        |
| Barbara Reis           | Débora Mondego / Marizete                   |
| Ângelo Antônio         | Samsa Mondego                               |
| Yara Charry            | Joyce Martínez (Joy)                        |
| Naruna Costa           | Marília Martínez (Lila)                     |
| Heloisa Honein         | Brenda (Briaa)                              |
| Jhona Burjack          | Javé Pereira Lampese                        |
| Jackson Antunes        | Arduíno Barreto (Galo)                      |
| Duda Batsow            | Jéssica da Silva                            |
| Suzy Rêgo              | Paulete Lampese Martínez (Patsy)            |
| Xande de Pilares       | Darci Pereira                               |
| Micheli Machado        | Maria Cristina Munhoz Pereira (Chininha)    |
| Mumuzinho              | João Carlos Nonato Madeira (Joca) / Joaquim |
| Zezeh Barbosa          | Darcy Munhoz Carvalho                       |
| Douglas Silva          | Oberdan Nascimento Paixão                   |
| Mary Sheila            | Jussara Nascimento Paixão                   |
| André Loddi            | Olavo Kreusinger                            |
| Leonardo Lima Carvalho | Marcelo Nascimento Paixão (Celinho)         |
| Samantha Jones         | Ciça                                        |
| Luiz Fortes            | Rômulo (Rominho)                            |
| Luís Navarro           | Mark                                        |
| Bernardo Schlegel      | Tenório                                     |
| Moira Braga            | Fátima Veiga (Fafá)                         |
| Camila Alves           | Gabriela                                    |
| Cleber Tolini          | Márcio Oliveira Antonelli                   |
| Adriana Seiffert       | Garcia                                      |
| Amanda Mittz           | Laura                                       |
| Rodrigo Vidal          | Gabriel da Silva (Biel)                     |
| Dom Matias             | Nicolau Thiago da Cruz Barreto (Nico)       |

### Participations spéciales
| Intérprete           | Personagem                  |
| -------------------- | --------------------------- |
| Ana Beatriz Nogueira | Guiomar Martínez            |
| Kelzy Ecard          | Deca da Silva (Dequinha)    |
| Chico Díaz           | Rivaldo Valente             |
| Nilton Bicudo        | Raul Martínez (Raulzito)    |
| Denise Weinberg      | Doutora Greta Mondego       |
| Amandha Lee          | Delegada Rita Teixeira      |
| Bruno Padilha        | Detetive Tavares            |
| Valentina Bandeira   | Dira Soares                 |
| Angela Rebello       | Carmem Garcia               |
| Charles Paraventi    | Feitosa                     |
| Antônio Karnewale    | Osmar                       |
| Gláucio Gomes        | Dr. Horácio                 |
| Iléa Ferraz          | Juíza Guerra                |
| Joelson Medeiros     | Promotor Viana              |
| Bruno Ibañez         | Mendonça                    |
| Pâmela Côto          | Gisele                      |
| Gabriel Cardoso      | Léo                         |
| Henry Dutra          | Nado                        |
| Waldo Piano          | Adailton                    |
| Murilo Sampaio       | Dr. Fred                    |
| André Pimentel       | Delegado                    |
| Chao Chen            | Rodrigo Aguiar              |
| Rose Moraes          | Júlia                       |
| Bernardo Dugin       | Bernardo                    |
| Mauro Cominato       | Leonardo                    |
| Henrique Fraga       | Thomás                      |
| Deiwis Jamaica       | Fagundes                    |
| Léo Brum             | Dante                       |
| Davi Okwuchukwu      | Geovani                     |
| Jackson Freitas      | Lucas                       |
| André Rodrigues      | Jeff                        |
| Gabriel Lima         | Xande                       |
| Bernardo Gomes       | Guga                        |
| Pietro Cheuen        | Gui                         |
| Giovana Pedrosa      | Tina                        |
| Paula Frascari       | Drª. Maria Amélia           |
| Aldino Brito         | Babu                        |
| Ricco Lima           | Dr. José Geraldo dos Santos |

## Version française
La version française est assurée par Studio Plug-in au Maroc.
Avec les voix de Mounia Bennis, Vanessa Lefebvre, Mouna Belgrini, Martin Girard, Guillaume Escaffre, Eric Cuvelier, Farida Hamou, Fanny Dalmau, Antoine Pinault, Dounia Elmedkouri, Emmanuelle Brindel, Jean-Albert Margaine, Camille Bechta, Olivier Muletet, Hélène Tran, Hamza Toujiri, Safia Mjid, Corinne Troisi, Rodolphe Abbassi, Saad Laroui, Anna Fhima, Paul Nguyen, Layla Hajji, Sophie Pastrana et Christophe Cérino.